# Dagüeño
Dagüeño (en asturiano y oficialmente Dagüeñu) es una pequeña aldea perteneciente a la parroquia de Mieldes, en Cangas de Narcea, Asturias, España. En la actualidad cuenta con 5 casas habitadas de forma permanente, más otras dos de uso vacacional. Se encuentra ubicado en el límite entre los concejos de Cangas de Narcea, Tineo y Somiedo. Cuenta con una casa rural, Casa Chanos.
Es la aldea natal de Pedro del Tronco, guerrillero en la Guerra de la Independencia.